# Comic Sans
Comic Sans MS（コミック サンズ エムエス）は、ヴィンセント・コナーレがデザインし、1986年にマイクロソフトからリリースされたサンセリフ体のスクリプト書体。コミック・ブックのレタリングに触発されたノンコネクティングスクリプトで、漫画のふきだしだけでなく、非公式の文書や子供向けの教材など、カジュアルな環境での使用を目的としている。
Windows 95の導入以来、Microsoft Windowsに付属しており、当初はMicrosoft Plus! Packの補助的なフォントとして、その後はMicrosoft Comic Chatに収録された。マイクロソフトは説明として、「このカジュアルでありながら読みやすい書体は、幅広い層の人々に非常に人気があることが証明された」と述べている。
この書体は広く普及し、しばしば意図されていない状況で使われ、批判や嘲笑の的となった。

## 歴史

### 開発とリリース

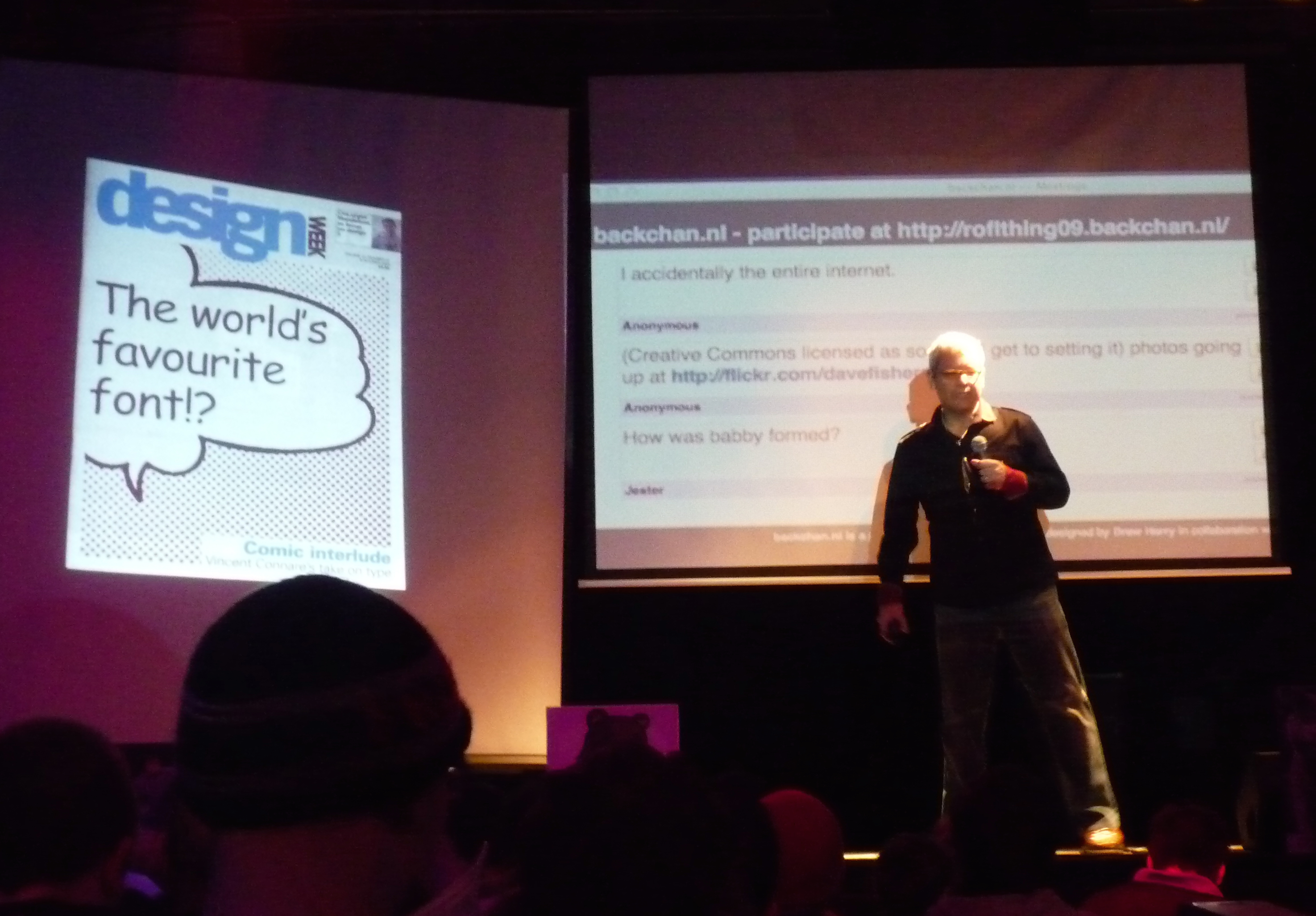
ヴィンセント・コナーレが、1991年に「世界で一番好きなフォント」を作ることになった経緯を説明している様子。

マイクロソフトのデザイナーであるヴィンセント・コナーレは、既に様々なアプリケーション用に他のフォントを作成していたが、1985年にComic Sansの開発に取り掛かった。Microsoft Bobのベータ版で、アニメのキャラクターのふきだしにTimes New Romanが使われているのを見て、コナーレは「若いユーザーにコンピュータを知ってもらうためのプログラムには、このフォントでは堅苦しい印象を与えてしまう」と考えた。Microsoft Bobをより本来の用途に適したものにするために、彼はオフィスにあったコミック・ブックのレタリングのスタイル、特にジョン・コスタンザがレタリングした『バットマン: ダークナイト・リターンズ』とデイブ・ギボンズがレタリングした『ウォッチメン』を参考に、マウスとカーソルだけで新しい書体を作ることを決めた。 
最終的にこの書体のMicrosoft Bobへの採用は見送られ、同じアニメのガイドやふきだしを使った3Dムービーメーカーのプログラマーが採用するまでリリースされることはなかった。最終的にふきだしは廃止され、実際の音声に置き換えられたが、Comic Sansはプログラムのポップアップウィンドウやヘルプセクションに残された。また書体は、後にWindows 95 Plus! Packに同梱された。その後は、Windows 95のOEM版のシステムフォントとして搭載された。そしてついに、Microsoft PublisherとMicrosoft Internet Explorerのデフォルトフォントの1つとなった。このフォントは、1996年にInternet Explorer3.0と共にリリースされたMicrosoft Comic Chatでも使用されている。
マイクロソフトは、Comic Sansが作成されたオリジナルのMacのコンピュータを所蔵していると言われているが、コナーレは、マイクロソフトが所蔵しているコンピュータは、コナーレの古いパーソナルコンピュータであるため、この情報は正しくないと述べている。
Comic Sansは、macOSとWindows Phoneにプリインストールされているが、Android、iOS、Linuxには搭載されていない。

### Comic Sans Pro (2011年)
Comic Sans Proは、Monotype Imagingのテランス・ヴァインツィールが作成したComic Sansの改良版である。オリジナルのクラシックなデザインはそのままに、イタリック体、Swash、スモールキャピタル、ふきだし、オノマトペ、絵記号などの装飾やシンボル、テキスト図などの文体代替を新たに追加している。元々はAscender 2010 Font Packの一部でありComic Sans 2010として登場し、エイプリルフールに初めて公開されたため、当初はジョークだと思われることもあった。
イタリック体は、後にWindows 8に登場した。

## 評価と使用
Comic Sansは世界中の大半のコンピュータにインストールされ、商業的に成功し、広く使用されることになった。だがリリースから4年の経たない内に、グラフィックデザイナーたちはこの書体は乱用されつつあることに不満を持ち始め、警告サインや真面目でフォーマルな文章といった重大な場面で使われると、あまりにも軽薄であり、職業的でなく、無礼で不適切な印象を与えると主張し始めた。
2017年には、ヴィンセント・コナーレが自分の書体を一度しか使用していなかったと報じられた。
Comic Sansの再解釈もいくつか生み出されている。2014年4月、フォントデザイナーのクレイグ・ロジンスキがフォントを現代風にアレンジした「Comic Neue」を発表。2019年には、Tabular Type Foundryから等幅版フォント「Comic Code」がリリースされた。

### 学校での使用
TESが7234人を対象に行ったTwitterでの投票によると、教師の約44％が教材にComic Sansを使用していた。またComic Sansはその読みやすさから、学校での広く使われている。理由としては以下のものが挙げられる。
- 失読症の学生に適していること
- 小文字の「a」と「g」が手書き風になっており、「I」と「l」がはっきり見えるので、手書き文字のモデルにするのに向いているフォントであること

しかし、Comic Sansが他の一般的なフォントよりも読みやすいのは、文字の形ではなく、文字と文字の間隔が広いからだという研究結果もいくつかある。

### 反発

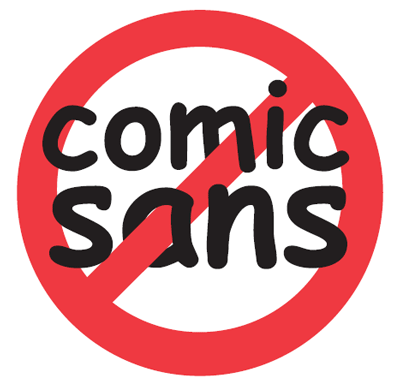
ウェブサイト「Ban Comic Sans」のステッカー

インディアナポリスのグラフィックデザイナーであるデイブとホリー・コームズが「Ban Comic Sans」というウェブサイトで始めたキャンペーンがきっかけで、このフォントが広く使われ、特に真面目な題材の文章には不釣り合いであることに不満の声が上がっているとフェニックスが報じた。この運動は、ある雇用主が子供向けの博物館の展示でComic Sansを使うよう主張したことから、1999年に2人のデザイナーが考案し、このウェブサイトの主な主張は、書体はそのテキストの雰囲気に合わせるべきで、Comic Sansのユーモラスな外観は「立ち入り禁止」の標識のような深刻なメッセージとしばしば相容れないというものである。この運動は2019年まで行われ、「Use Comic Sans」と改名されたが、これはデイブ・コームズは運動が「手に負えなくなった」「ほとんどがまたカッコよくなりそうなほど酷くなった」と考えたためであった。
2005年、カナダ・オンタリオ州の青年模範議会で、新民主党はオムニバス形式の禁止法案に「Comic Sansと呼ばれるフォントを禁止する」という条例を含めた。
漫画家のデイブ・ギボンズは、このフォントにインスピレーションを受けた1人であるが、「オリジナルのフォントだけを使うことができなかったのは残念だ、だって（Comic Sansは）本当にひどいんだから。字体なんか特に醜いと思うよ」と述べている。
映画プロデューサーでニューヨーク・タイムズの随筆家であるエロル・モーリスは、2012年8月の投稿で「Comic Sansを意識することは、少なくとも一部の人々の間で、軽蔑と要約した拒絶を促進する」と書いている。教授の協力を得て、モーリスはオンライン実験を行い、Comic Sansは他の5つのフォント（Baskerville、Helvetica、Georgia、Trebuchet MS、Computer Modern）と比較して、読んでいる文章が真実だと信じる可能性をわずかに低下させることを発見した。

### 擁護
Comic Sansのデザイナーであるヴィンセント・コナーレは、その批評家やファンについて、「もしComic Sansが好きなら、あなたはタイポグラフィについてあまり知らないだろうが、嫌いなら、あなたは本当にタイポグラフィについて知らないんでしょう。そして別の趣味を持った方がいいですね」とコメントしている。
オランダでは、ラジオDJのコーエン・スウェインベルクとサンダー・ランティンガが、7月の第1金曜日にComic Sans Dayを設け、Comic Sansを祝うことにしている。Comic Sans Dayは2009年から開催されており、オランダの企業の中にはこの日に自身のウェブサイトをComic Sansにすることもある。
2010年に発表されたCognition誌に掲載された研究論文では、流暢でないことが記憶と授業成績の向上につながる可能性があるとされている。少し読みにくいフォントを採用しただけで巧妙さがなくなることがある、という記事である。論文で引用されている事例では、巧妙でない状態を導入するためにComic Sansが使われている。
Comic Sansのカジュアルな見た目と読みやすさの高さは緊張感を与えず、フォントを入力することでライターズ・ブロックを解消するのに役立ったと報告もされている。
Comic Sansは回転したグリフや鏡像化したグリフ（例：「b」と「d」と「p」と「q」）が少なく、サンセリフであるため、失読症に推奨されるフォントの1つとなっている。The Establishmentのローレン・ハドギンスは、「失語症を持たない人々は、障害を管理するために譲歩を必要とする人々への共感が必要だ」という理由の元、Comic Sansを使う人は馬鹿にするのではなく、敬意を持って扱われるべきであると主張した。
ヴィンセント・コナーレは自分の作品に対する批判的な反発を不快に思ってはおらず、実際に第四回「Annual Boring Conference」で、コナーレは自分の作品に対する侮蔑に「ほのぼのとしてて面白い」と感じたと語っている。またコナーレはこのフォントを非常に誇りに思っており、様々な根拠と共に「Comic Sansは子供たちや多くのパパママに愛されている。だから、その仕事はとてもうまくいった。説明にマッチしていたのだろう」「自分が今まで言ったきた中で最高のジョークだよ」とも語っている。

### 使用例
2010年にプリンストン大学で行われた、学生に少し読みにくいフォントを提示する研究では、いわゆる流暢でないまたは醜いフォント（Monotype Corsiva、Haettenschweiler、Comic Sans Italicが使用されている）で表示された資料の方が、シンプルで伝統的なHelveticaなどのフォントよりも常に情報を保持できることがわかっている。
2010年夏、NBAのスーパースターであるレブロン・ジェームズがクリーブランド・キャバリアーズを退団し、The Decisionというテレビの特別番組で大々的に報道された。これに対し、球団の過半数保有者（当時）であるダン・ギルバートは、キャバリアーファンに向けて手紙を投稿し反応したが、その手紙にComic Sansが使用されていたことで批判を浴びた。
2012年7月、欧州原子核研究機構でヒッグス粒子の発見が発表された際、ATLAS検出器のスポークスパーソンであるファビオラ・ジャノッティが、結果発表の際にこのフォントを使用し、コメントを集めた。また2014年のエイプリルフールのジョークとして、欧州原子核研究機構はすべての出版物をComic Sansに切り替えると主張している。2012年10月、オランダの第二次世界大戦記念碑「Verzoening」（「Reconciliation」）が公開され、ユダヤ人、連合軍、ドイツ軍の戦死者の名前がComic Sansで併記されていることが明らかになった。結局、ユダヤ人団体からの苦情を受けて名前は削除されたが、書き直されたメッセージは再びComic Sansで書かれていた。市役所によると、この文字は石の形に合っていて、遠くからでのよく見えるからということであった。しかし、「記念碑が醜くなる」「安っぽくなる」という批判があった。
2013年末に流行したインターネット・ミーム「Doge」は、柴犬の頭の周りに、Comic Sansで書かれたブロークンイングリッシュの単語のセットを色違いで並べたものとなっている。
2014年9月3日、普段は堅苦しいオーストラリアの全国紙「シドニー・モーニング・ヘラルド」が第一面にComic Sansを印刷し、フォントの由来に合わせてふきだしの中での使用だったにもかかわらず、騒動となった。2014年4月、OpenBSDはLibreSSLプロジェクトを発表し、寄付を募る手段として初めてComic Sansを「武器化」したと主張している。
2015年、グラフィックデザイナーのベン・ハーマンは、Comic Sans同様に悪評高いフォントであるPapyrusの特徴を組み合わせたフォント「Comic Papyrus」（後に法的理由から「Comic Parchment」に改名）を作成した。2015年8月21日、ギリシャのアレクシス・ツィプラス首相の急進左派連合の党員が分裂し、ギリシャ議会議員のパナヨティス・ラファザニスが率いる新しい党が結成された。辞任の公式文書はComic Sansで書かれたとされている。2015年発売のコンピュータゲーム『UNDERTALE』において、登場人物のサンズ（Sans）はフォントの名前を冠したコメディアンであり、彼の台詞は小文字のComic Sansで表示されるのが特徴である。サンズは、同名のフォントにちなんでパピルス（Papyrus）という名前の弟とコンビを組んでいる。
2018年のインディーホラーゲーム『Baldi's Basics in Education and Learning』では、低予算の学習ゲームをパロディ化する一環として、学校内の様々なポスターやアイテムにこのフォントが使用されている。2018年7月、サンティアゴでチリ元大統領ペドロ・アギーレ・セルダの銅像が完成した。記念碑の銘板はComic Sansで書かれており、SNS上で批判や嘲笑を浴びた。
2019年10月、下院情報委員会がルドルフ・ジュリアーニの仲間であるレフ・パーナスとイーゴル・フルマの2人に対して、ウクライナ疑惑への関与に関する文書の提示を求めたところ、元トランプ弁護士のジョン・ダウドはComic Sansで書いた説明の手紙を書き送った。同月、イギリスのブレグジットに関する議論の一環として、保守党はComic Sansを使用して「国家議員は団結してブレグジットを成し遂げなければならない」という画像をツイートした。このツイートは広く嘲笑されたが、一部のコメンテーターは、フォントの知名度を利用してより多くの民衆にメッセージを届けようとする意図的な試みとも見ている。

## ギャラリー
- Comic Sansのラベルが貼られたモナコの除細動器ケース
- ラドシツェ地方の名医、ミハウ・ペレシュチャックの生家にある記念のプレート。
- バレンシアの古い動物園へ入口
- コキルハラ・ハイウェイの料金所
- Comic Sansでのユーロ記号

### Comic Sans Pro
- Comic Sans® font family  - Linotype.com
- Comic Sans Pro（ウェイバックマシンからの2011年11月17日時点のアーカイブ） - Terrance Weinzierl